# Голокост у Пирятині
Голокост у Пирятині — це систематичне винищення євреїв на території міста Пирятин (місто в Полтавській області, районний центр Пирятинського району), окупованого нацистською Німеччиною у роки Другої світової війни.

## Друга світова війна. Голокост
Згідно з переписом населення, проведеним у 1939 р., у Полтавській області проживало 46 928 євреїв, з них у місті Пирятин проживало 1 747 євреїв, що складало 12, 68 % від кількості всіх жителів міста. Після нападу Третього Райху на Радянський Союз, у період з серпня по вересень лише незначній частині євреїв Пирятина вдалося евакуюватися на Схід.
18 вересня місто було окупано частинами 6-ї німецької армії. Як тільки місто було окуповане, одразу було оприлюднено наказ про те, що всі євреї міста мають бути зареєстровані, а також тепер вони зобов'язані носити білу пов'язку з жовтою шестикутною зіркою. Велику кількість майна євреїв було вилучено, в тому числі й цінності. Євреям було заборонено з'являтися у публічних місцях, а чоловіків-євреїв змушували працювати на різних примусових роботах.
Військове управління (орсткомендатура) керувала містом та районом до вересня 1942 року, коли управління було передано від військової до цивільної адміністрації. Пирятин було включено до генеральної округи «Київ», місто стало центром ґебіту «Пирятин».
У період між кінцем вересня 1941 року та початком 1942 року німецька окупаційна влада створила гетто в Пирятині. Наприкінці березня — на початку квітня 1942 року чисельність євреїв у цьому гетто становила близько 1530 осіб. 6 квітня 1942 року німецька окупаційна адміністрація ліквідувала гетто. Майже всі євреї, а це були переважно літні люди, жінки та діти, були вбиті в лісах поблизу Пирогової Левади (близько 3 кілометрів на південь від міста). У джерелах дані стосовно цього різняться. Так у «Отчете фельдкомендатуры 607 за период 16.3.-15.4.1942 г. о расстреле зондеркомандой Плата евреев в Пирятине 6 апреля 1942 г.» зазначалося:
В гетто Пирятин до Пасхи было 1530 евреев. Тем временем проблема решена командой СД. Немногие евреи еще скрываются в гетто Пирятин.
 За іншими даними: «На Пасху, 6 апреля, около 1600 евреев были расстреляны зондеркомандой „Плат“ в Пирятине». І далі: "Начальник районной полиции Иван Бойко на заседании суда в Полтаве 11 августа 1947 г. рассказывал:

6 апреля 1942 г. я зашел утром к [шефу районной управы] Козакову, где мы с ним выпили бутылку водки. Оттуда меня вызвали в жандармерию. Я сел верхом на лошадь и поехал искать начальника жандармерии. Когда я его нашел, то он мне сказал, что всех евреев из лагеря переселяют в другое место, а поэтому для их охраны необходима помощь всей районной полиции. Всех евреев в количестве около 1900 человек полицейские конвоировали к с. Тарасовка Пирятинского р-на. Уже за городом я узнал, что этих евреев ведут к месту расстрела, среди евреев много было детей, стариков и женщин. Обогнав колонну евреев, я с полицейским поехал к месту расстрела, где оцепил это место и не допускал никого. Немцы приехали на двух машинах. Всех евреев посадили на колени, а затем по группам подводили к яме, где их расстреливали. Расстрел производила специальная команда, именовавшаяся СД. Во время расстрела я находился метрах в 100 от ямы и близко не подъезжал. Я дал распоряжение полицейским окружить яму и никого не допускать к ней, а сам ездил на лошади и проверял посты. Всех евреев раздевали до нижнего белья, а затем расстреливали….
"Заместитель Бойко, Павел Даниленко, на допросе 27 апреля 1950 г. сделал следующие уточнения:
…Возле с. Тарасовка Пирятинского р-на в так называемой «пироговой балке» была заранее приготовлена яма. Яма была блины 5-6- метров, ширины 3 метра, глибины 2 метра. В яме находились вооруженные немцы. Колонна арестованных советских граждан стояла от места расстрела в 70-80 метрах. По обоих сторонах колонна арестованных охранялась полицескими рай[онной]полиции. Немцы подходили к колонне, брали 5-7- советских граждан — женщин, детей, стариков, — независимо, кто стоял первый в ряду колонны, и конвоировали их к яме. Возле ямы находились два немца, раздевали арестованных советских граждан еврейской национальности, все хорошие вещи складывали в кучу, а их заводили в яму, где немцы граждан немецкой национальности ложили лицом к земле, а затем из автоматов расстреливали в затылок. Я должен сказать, что когда уже начался расстрел советских граждан, то их всех ложили лицом к земле, а когда был положен ряд трупов, то вновь заводимых советских граждан для расстрела немцы заставляли ложиться на расстрелянных граждан лицом вниз и на трупах расстрелянных граждан производили расстрел…это было уто-то ужасное. Беспрерывная стрельба из автоматов, крики и стоны советских граждан — женщин, детей, стариков. Расстрел советских граждан был начат примерно в 13 часов для и окончен в 8 часов вечера. В этот день было расстреляно свыше 1500 невинных советских граждан.
У колективній монографії Олександра Круглова, Андрія Уманського та Ігоря Щупака "«Голокост в Україні: Рейхскомісаріат „Україна“, Губернаторство „Трансністрія“» зазначено, що для засипання ями після вищеописаного розстрілу німці мобілізували близько 300 місцевих жителів, серед яких був і Петро Чепуренко. Він зазначав у своїй свідченнях:
Я видел, как они убивали. В пять часов дня скомандовали: «засыпать ямы». А из ямы раздавались крики, стоны. Под землей люди еще шевелились. Вдруг я вижу — из-под земли поднимается мой сосед Рудерман. Он был ездовым на валечной фабрике. Его глаза были налиты кровью. Он кричал: «Добей меня!» Сзади тоже кто-то крикнул. Это был столяр Сима. Его ранили, но не убили. Немцы и полицейские начали их добивать. У моих ног лежала убитая женщина. Их-под ее тела выполз мальчик лет пяти и отчаянно закричал: «Маменька!» Больше я ничего не видел — я упал без сознания.
 Ці розстріли були проведені загоном зондеркоманди «Плат» (командир — гауптштурмфюрур СС Платт). 18 травня ймовірно, що цей загін здійснив іншу каральну акцію в місті, а саме: було розстріляно 380 комуністів та радянських активістів, а також 25 ромів та 163 єврея з різних сімей.

Про старосту Пирятина Козакова знаходимо інформацію у свідченнях Йосифа Фішера, жителя Пирятина. Чоловік так охарактеризував Козакова: «Старостатом відав українець за походженням і за прізвищем Козаков. Це був чоловік, який сидів довгий час в тюрмі, людина, яка з ненавистю ставилася до всього єврейського». У своїх свідченням Йосиф Фішер також зазначав, що його батько, який був кваліфікованим механіком, після переселення євреїв до гетто отримав спеціальний пропуск, який давав йому можливість переміщуватись як територією гетто, так і виходити за його межі. Отож варто відзначити, що певній частині євреїв, які мали потрібний фах, надавалося більше прав, ніж решті.
За роки німецької окупації у місті Пирятин було вбито близько 1600 євреїв. Всього в Полтавській області за роки німецької окупації було вбито більш ніж 13000 євреїв.

## Праведники народів світу з Пирятина
На сьогодні відомо три Праведники народів світу з Пирятина. Це Євдокія Коверда, Тетяна Пашковська та Зінаїда Юрченко (Пашковська).
Євдокія Коверда врятувала Марію Букіну та її сина, євреїв із міста Пирятин. Після окупації міста євреїв пересилили до гетто, Марію та її сина також. Відомо, що жінці із сином вдалося уникнути розстрілу. Євдокія, близька подруга Марії, переховувала жінку із сином у себе вдома. Вона надавала їм житло та предмети першої необхідності. Ймовірно, місцеві жителі знали, що Євдокія Коверда переховувала у себе євреїв, але ніхто їх не видав. Так, у 2000 році Євдокії Коверді було присвоєне звання Праведника народів світу.
Зінаїда Пашковська, разом зі своєю матір'ю Тетяною, мешкали в місті Пирятин у 1941 році. Вони були знайомі з Іваном Третяком та його дружиною Вірою. Коли Третій Райх напав на Радянський Союз, Іван пішов на фронт, у Пирятині залишилися його вагітна дружина, дві доньки (п'ятирічна Алла та двохрічна Ніна). Після того, як для євреїв було облаштоване гетто у Пирятині, Віра, її доньки, матір та бабуся були туди переселені. Ризикуючи, Зінаїда таємно відвідувала Віру та її сім'ю у гетто, приносила їжу та предмети першої необхідності. За деякий час, Віра попросила Зінаїду, щоб та взяла доньок Віри до себе додому. Жінка погодилася, вона переховувала дітей у себе вдома. Завдяки тому, що мама Зінаїди Тетяна мала огород, на якому вона вирощувала овочі, їм вдалося прокормитися та зберегти частину їжі для Віри та її сім'ї в гетто. 18 травня 1942 року частина тих євреїв Пирятина, які ще залишалися живими, були розстріляні, разом із Вірою та її новонародженим сином. Сім'ї Пашковських вдалося переховувати доньок Віри до закінчення окупації Пирятина 18 вересня 1943 року. Оскільки батько дівчаток загинув на фронті, а мати загинула під час Голокосту, дівчатка залишилися у сім'ї Пашковських. У 1946 році одна з врятованих доньок Ніна померла від пневмонії. Алла виросла та створила свою сім'ю. У 2003 році Зінаїді та Тетяні Пашковським було присвоєно звання Праведники народів світу.
Також у свідченнях місцевого жителя Пирятина Йосифа Фішера знаходимо інформацію про те, що дівчина Ліда, яка, як зазначає чоловік, працювала в німецькій комендатурі, проінформувала батька Йосифа та ще кількох євреїв про те, що німці збираються скоро їх розстріляти. Тож інформування євреїв про небезпеку — було одним із надзвичайно важливих видів надання допомоги, адже саме завдяки вчасному повідомленню про небезпеку Йосифу вдалося втекти та вижити.